# Marco Fichera
Pour les articles homonymes, voir Fichera.
 Marco Fichera (né le 15 avril 1993 à Acireale) est un escrimeur italien, dont l'arme de prédilection est l'épée.
D'abord entraîné au sein du CS Acireale par le maître Mimmo Patti, il se révèle lors des Jeux européens à Bakou, où il remporte la médaille de bronze par équipes, avant d'être sélectionné dans l'équipe olympique italienne pour les Jeux de 2016. Blessé en 2016 et absent des Championnats d'Europe à Toruń, il est éliminé par Kazuyasu Minobe lors du tournoi individuel des Jeux olympiques à Rio de Janeiro. Il permet à l'équipe italienne d'accéder à la finale olympique du tournoi par équipes le 14 août 2016 où elle s'incline 45 à 31 face à la France.

## Palmarès
- Jeux olympiques
  -  Médaille d'argent par équipes aux Jeux olympiques de 2016 à Rio de Janeiro